# Astiarcha
Astiarcha is een geslacht van vlinders van de familie sikkelmotten (Oecophoridae), uit de onderfamilie Oecophorinae.

## Soorten
- A. aureatella (Snellen, 1903)
- A. praedives Diakonoff, 1967